# Matsumae-Linie
| Streckenlänge: | 50,8 km           |                             |                           |
| Spurweite: | 1067 mm (Kapspur) |                             |                           |
| Maximale Neigung: | 25 ‰              |                             |                           |
| Minimaler Radius: | 300 m             |                             |                           |
| Zweigleisigkeit: | nein              |                             |                           |
| |                   |                             |                           |
| \| \| \| ↑ Esashi-Linie \| 1930– \| \| \| 0,0 \| Kikonai (木古内) \| 1930– \| \| \| \| Kikonai-gawa \| \| \| \| \| ← Esashi-Linie \| 1935–2014 \| \| \| \| \| \| \| \| 5,2 \| Morikoshi (森越) \| 1937–1988 \| \| \| 8,2 \| Oshima-Shiriuchi (渡島知内) \| 1937–1988 \| \| \| 11,3 \| Omonai (重内) \| 1962–1988 \| \| \| \| \| \| \| \| \| \| \| \| \| \| Shiriuchi (知内) \| \| \| \| 17,0 \| Yunosato (湯ノ里) \| 1938–1988 \| \| \| 24,2 \| Sengen (千軒) \| 1938–1988 \| \| \| \| Fukushima-Tunnel (1110 m) \| \| \| \| \| Seikan-Tunnel \| \| \| \| 33,2 \| Oshima-Fukushima (渡島福島) \| 1942–1988 \| \| \| 35,9 \| Shirafu (白符) \| 1957–1988 \| \| \| \| → Kaikyō-Linie \| 1988– \| \| \| 38,7 \| Oshima-Yoshioka (渡島吉岡) \| 1942–1988 \| \| \| \| Shirakami-Tunnel (2980 m) \| \| \| \| \| \| \| \| \| 45,2 \| Oshima-Ōsawa (渡島大沢) \| 1946–1988 \| \| \| 48,0 \| Oyobe (及部) \| 1957–1988 \| \| \| \| \| \| \| \| 50,8 \| Matsumae (松前) \| 1953–1988 \| |                   |                             |                           |
| Strecke |                   | ↑ Esashi-Linie              | 1930–                     |
| Bahnhof | 0,0               | Kikonai (木古内)            | 1930–                     |
| Brücke über Wasserlauf |                   | Kikonai-gawa                | Kikonai-gawa              |
| Strecke quer (außer Betrieb) · Abzweig geradeaus und ehemals nach rechts |                   | ← Esashi-Linie              | 1935–2014                 |
| |                   |                             |                           |
| Tunnel · Haltepunkt / Haltestelle (Strecke außer Betrieb) | 5,2               | Morikoshi (森越)            | 1937–1988                 |
| Strecke · Haltepunkt / Haltestelle (Strecke außer Betrieb) | 8,2               | Oshima-Shiriuchi (渡島知内) | 1937–1988                 |
| Tunnelanfang · Haltepunkt / Haltestelle (Strecke außer Betrieb) | 11,3              | Omonai (重内)               | 1962–1988                 |
| Strecke nach links (im Tunnel) · Kreuzung mit Tunnelstrecke (Strecke geradeaus außer Betrieb) · Strecke von rechts (im Tunnel) |                   |                             |                           |
| Strecke (außer Betrieb) · Tunnelende |                   |                             |                           |
| Strecke (außer Betrieb) · ehemaliger Haltepunkt / Haltestelle |                   | Shiriuchi (知内)            | Shiriuchi (知内)          |
| Haltepunkt / Haltestelle (Strecke außer Betrieb) · Strecke | 17,0              | Yunosato (湯ノ里)           | 1938–1988                 |
| Bahnhof (Strecke außer Betrieb) · Tunnel | 24,2              | Sengen (千軒)               | 1938–1988                 |
| Tunnel (Strecke außer Betrieb) · Tunnelanfang |                   | Fukushima-Tunnel (1110 m)   | Fukushima-Tunnel (1110 m) |
| Strecke von links (im Tunnel) · Kreuzung mit Tunnelstrecke (Strecke geradeaus außer Betrieb) · Strecke nach rechts (im Tunnel) |                   | Seikan-Tunnel               | Seikan-Tunnel             |
| Strecke (im Tunnel) · Haltepunkt / Haltestelle (Strecke außer Betrieb) | 33,2              | Oshima-Fukushima (渡島福島) | 1942–1988                 |
| Strecke (im Tunnel) · Haltepunkt / Haltestelle (Strecke außer Betrieb) | 35,9              | Shirafu (白符)              | 1957–1988                 |
| Strecke nach links (im Tunnel) · Kreuzung mit Tunnelstrecke (Strecke geradeaus außer Betrieb) · Strecke quer (im Tunnel) |                   | → Kaikyō-Linie              | 1988–                     |
| Bahnhof (Strecke außer Betrieb) | 38,7              | Oshima-Yoshioka (渡島吉岡)  | 1942–1988                 |
| Tunnelanfang (Strecke außer Betrieb) |                   | Shirakami-Tunnel (2980 m)   | Shirakami-Tunnel (2980 m) |
| Tunnelende (Strecke außer Betrieb) |                   |                             |                           |
| Haltepunkt / Haltestelle (Strecke außer Betrieb) | 45,2              | Oshima-Ōsawa (渡島大沢)     | 1946–1988                 |
| Haltepunkt / Haltestelle (Strecke außer Betrieb) | 48,0              | Oyobe (及部)                | 1957–1988                 |
| Tunnel (Strecke außer Betrieb) |                   |                             |                           |
| Kopfbahnhof Streckenende (Strecke außer Betrieb) | 50,8              | Matsumae (松前)             | 1953–1988                 |

Die Matsumae-Linie (jap. 松前線, Matsumae-sen) war eine Eisenbahnstrecke im Süden der japanischen Insel Hokkaidō. Sie wurde zwischen 1937 und 1953 in fünf Etappen eröffnet und war bis 1988 in Betrieb.

## Beschreibung
Bei der Matsumae-Linie handelte es sich um eine 50,8 km lange Stichstrecke, die in Kikonai von der Esashi-Linie abzweigte. Sie war kapspurig und nicht elektrifiziert. Die Matsumae-Linie führte in südwestlicher Richtung zur Südspitze der Oshima-Halbinsel und war damit die südlichste Bahnstrecke auf Hokkaidō. Der nördlichste Abschnitt folgte der Küste der Tsugaru-Straße. Danach führte die Strecke landeinwärts durch das Chinai-Tal, unterquerte den Fukushima-Pass in einem Tunnel und stieß in Fukushima wieder auf die Küste. In der Nähe von Kap Shirakami, dem südlichsten Punkt der Insel, verlief die Strecke durch einen weiteren längeren Tunnel und erreichte schließlich Matsumae. Die Trasse der Matsumae-Linie verlief größtenteils parallel zu jener der Kaikyō-Linie, der Zufahrtsstrecke zum Seikan-Tunnel, doch waren sie nicht zur selben Zeit in Betrieb.

## Geschichte
Bereits im Anhang des revidierten Bahnbaugesetzes von 1911 war die mögliche Errichtung dieser Bahnstrecke enthalten. Im folgenden Jahr führte das Eisenbahnamt (das spätere Eisenbahnministerium) Vermessungen durch. Doch erst zwei Jahrzehnte später, nach der Entdeckung abbauwürdiger Manganerz-Vorkommen im Süden der Oshima-Halbinsel, wurden tatsächlich konkrete Schritte unternommen. Am 12. Oktober 1937 eröffnete das Eisenbahnministerium den ersten Abschnitt der damals als Fukuyama-Linie (福山線, Fukuyama-sen) bezeichneten Strecke, zwischen Kikonai und Oshima-Shiriuchi. Etwas mehr als ein Jahr später, am 21. Oktober 1938, folgte die zweite Etappe zwischen Oshima-Shiriuchi und Sengen.
Die dritte Etappe zwischen Sengen und Oshima-Yoshioka ging am 1. November 1942 in Betrieb, die vierte nach Oshima-Ōsawa am 15. Dezember 1946. Damit war zumindest die Stadtgrenze von Matsumae erreicht. Ab 1949 war die Japanische Staatsbahn zuständig, die am 8. November 1953 das nach fehlende Teilstück zwischen Oshima-Ōsawa und dem Bahnhof Matsumae eröffnete. Am selben Tag erhielt die Fukuyama-Linie die neue Bezeichnung Matsumae-Linie. Von 1963 bis 1980 verkehrten Eilzüge von Hakodate über Kikonai nach Matsumae.
Mit dem fortlaufenden Ausbau der Nationalstraße 228 sank das Passagier- und Güteraufkommen kontinuierlich, sodass 1982 der Güterverkehr eingestellt wurde. Im selben Jahr gab die Staatsbahn bekannt, in naher Zukunft auch den Personenverkehr auf der Matsumae-Linie aufzugeben. In der Region regte sich Protest und es wurden Petitionen eingereicht, um die Stilllegung zu verhindern. Gründe waren der befürchtete Rückgang des Tourismus in Matsumae, erschwerte Bedingungen beim Bau des Seikan-Tunnels in der Gemeinde Fukushima und Kritik an den Berechnungsgrundlagen.
Im Rahmen der Staatsbahnprivatisierung ging die Matsumae-Linie am 1. April 1987 in den Besitz der neuen Gesellschaft JR Hokkaido über. Diese legte die Strecke am 1. Februar 1988 endgültig still. An die Stelle der Bahn trat eine Buslinie der Gesellschaft Hakodate Bus.

## Liste der Bahnhöfe
| Name                        | km   | Anschlusslinien           | Lage   | Ort       |
| --------------------------- | ---- | ------------------------- | ------ | --------- |
| Kikonai (木古内)            | 00,0 | Esashi-Linie Kaikyō-Linie | Koord. | Kikonai   |
| Morikoshi (森越)            | 05,2 |                           | Koord. | Shiriuchi |
| Oshima-Shiriuchi (渡島知内) | 08,2 |                           | Koord. | Shiriuchi |
| Omonai (重内)               | 11,3 |                           | Koord. | Shiriuchi |
| Yunosato (湯ノ里)           | 17,0 |                           | Koord. | Shiriuchi |
| Sengen (千軒)               | 24,2 |                           | Koord. | Fukushima |
| Oshima-Fukushima (渡島福島) | 33,2 |                           | Koord. | Fukushima |
| Shirafu (白符)              | 35,9 |                           | Koord. | Fukushima |
| Oshima-Yoshioka (渡島吉岡)  | 38,7 |                           | Koord. | Fukushima |
| Oshima-Ōsawa (渡島大沢)     | 45,2 |                           | Koord. | Matsumae  |
| Oyobe (及部)                | 48,0 |                           | Koord. | Matsumae  |
| Matsumae (松前)             | 50,8 |                           | Koord. | Matsumae  |